# Chris Mavinga
Chris Mavinga (Meaux, 26 de maio de 1991) é um futebolista francês que atua como zagueiro. Atualmente está sem clube.